# Ward 21

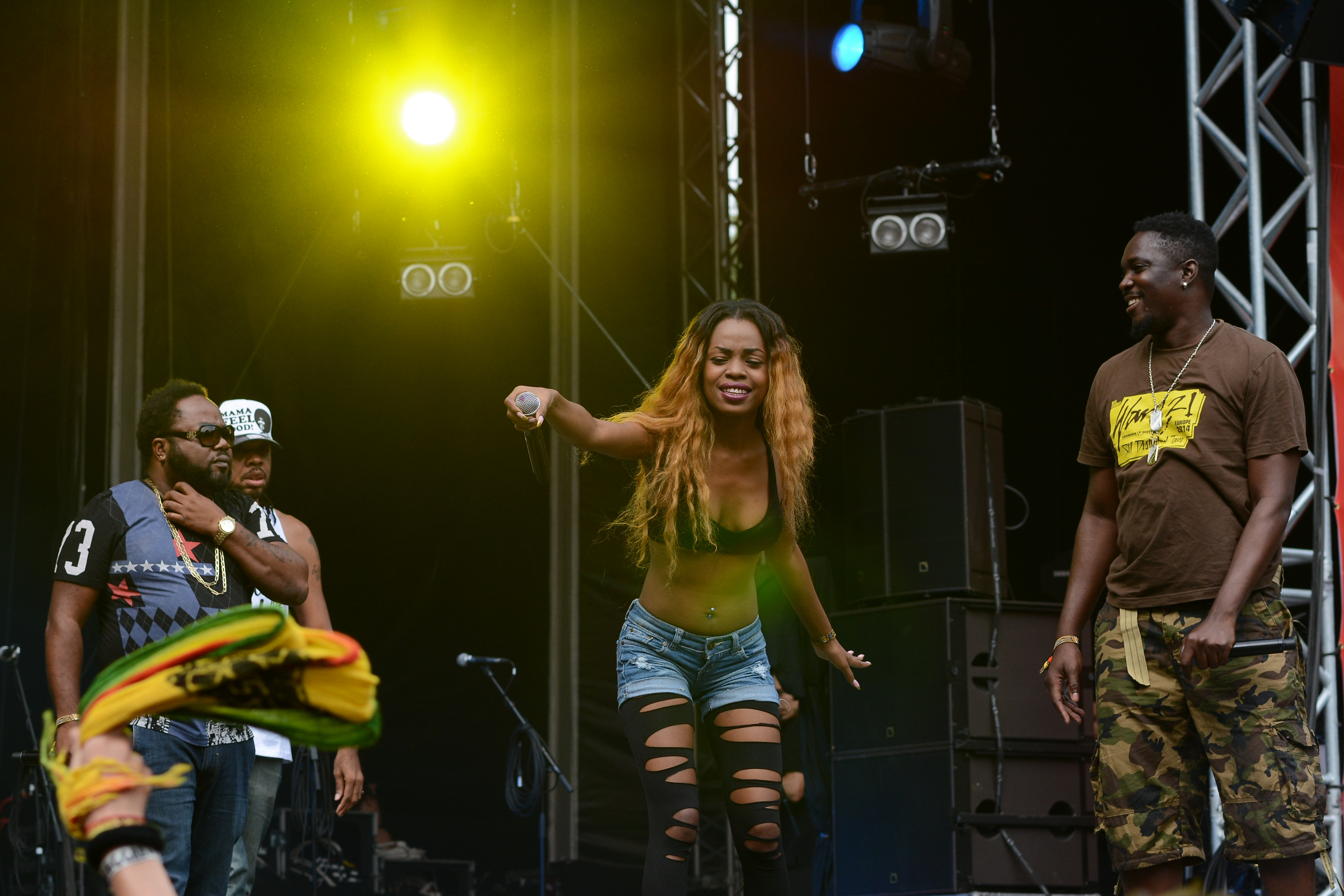
Ward 21 feat. Marcy Chin, Ruhr Reggae Summer 2014

Ward 21 – jamajski zespół i soundsystem grający muzykę reggae i dancehall.
Zespół wziął swą nazwę od ośrodka psychiatrycznego, który nosił numer 21 i mieścił się w Uniwersyteckim Szpitalu w Kingston. W 2005 roku zespół odbył tournée po Europie, w trakcie którego odwiedził Belgię, Hiszpanię, Włochy, Rumunię, Holandię, Niemcy oraz Szwajcarię. Wziął także udział w największym europejskim festiwalu reggae "Summerjam" 2005.
W wielu utworach zespołu występuje gościnnie Wayne Marshall.

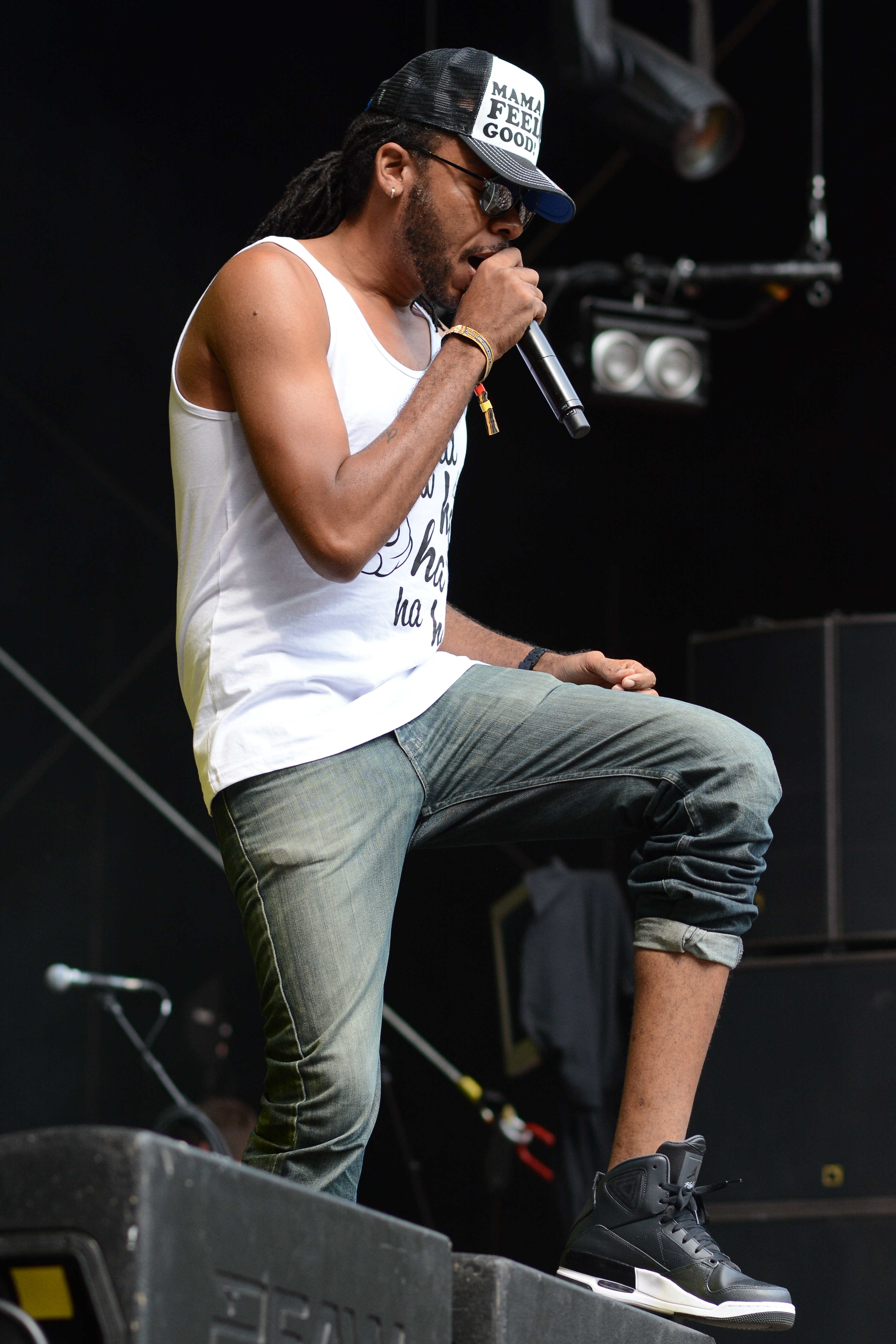
Andre „Suku“ Gray
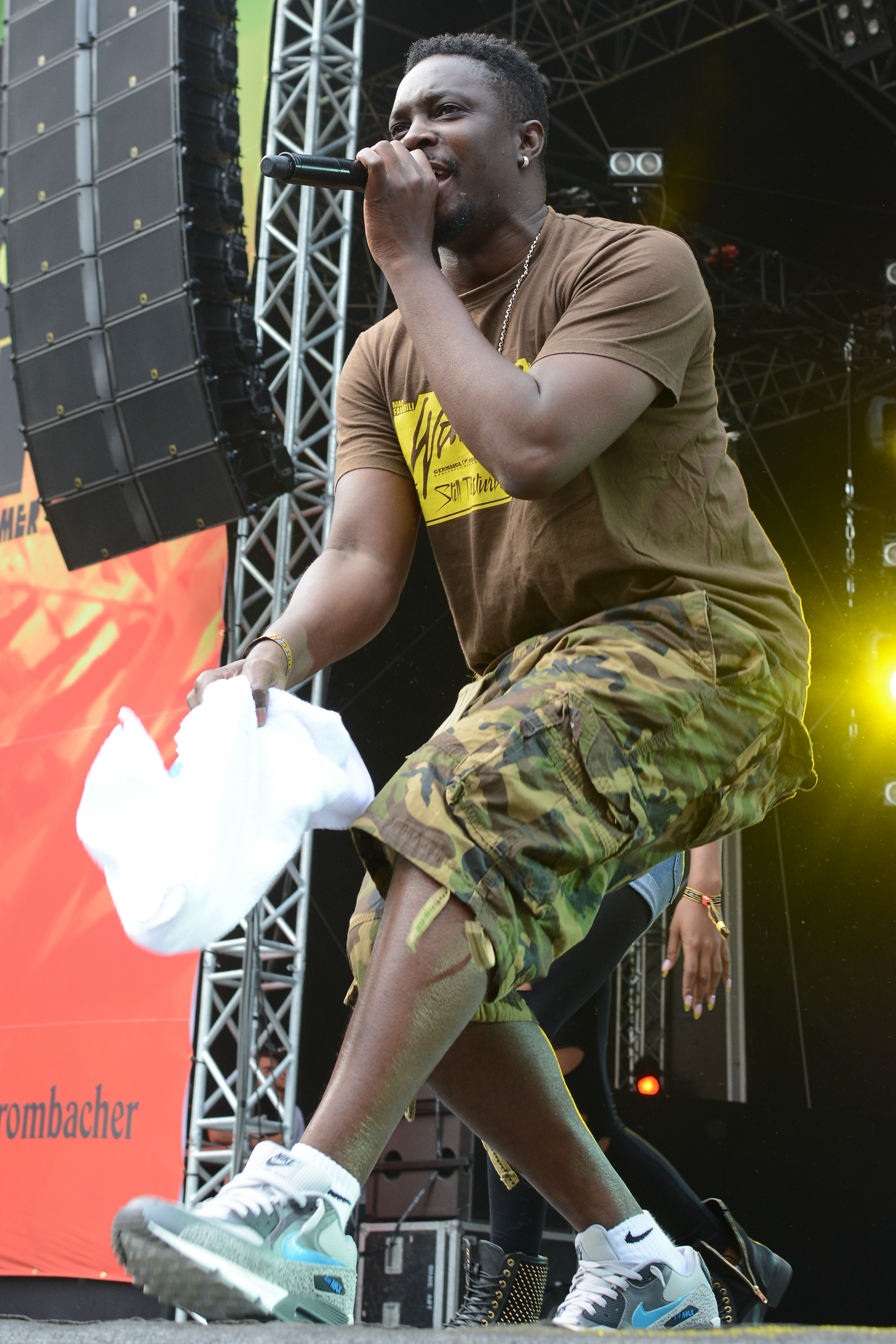
„Kunley“ McCarthy
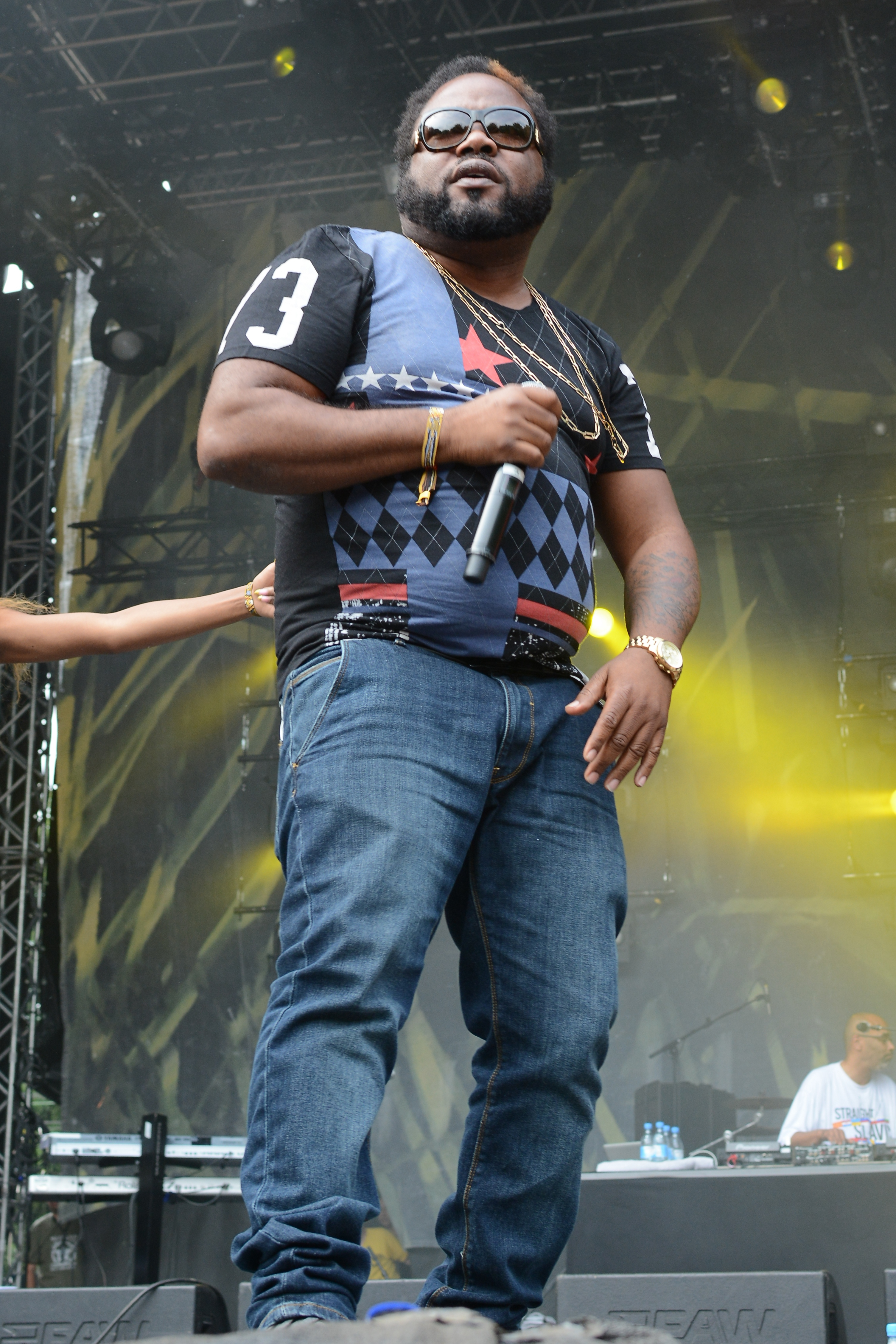
Mark „Mean Dawg“ Henry

## Dyskografia
- Mentally Disturbed (2001)
- U Know How We Roll (2003)
- King of the World (2006)
- Genesis (2009)